# Створ

Створ над Тонкою протокою. Поч. ХХ ст.

Створ (англ. range (line), нім. Deckspeilung f, Richtbakenlinie f, Richtfeuerlinie f, Richtbake f, Fahrwasserzeichen n) — розташування двох орієнтирів на одній лінії з оком спостерігача, а також напрямок, лінія, вертикальна площина, визначувані сполученням таких орієнтирів.
Створна лінія — лінія напряму фіксованого трьома і більше маркшейдерськими сигналами (висками, віхами і т.ін.), розташованими в одній вертикальній площині.

## У навігації
У навігації створ — фарватер якогось місця, визначений поєднанням спеціально встановлених знаків (створних знаків). Навігаційний орієнтир (знак) для позначення фарватеру, напрямку руху.